# 4-Methyl-1-penten
4-Methyl-1-penten ist eine chemische Verbindung aus der Gruppe der aliphatischen ungesättigten Kohlenwasserstoffe und Hexene.

## Gewinnung und Darstellung
4-Methyl-1-penten kann durch Dimerisation von Propen gewonnen werden.

## Verwendung
4-Methyl-1-penten wird als Monomer zur Herstellung von Polymethylpenten verwendet.

## Sicherheitshinweise
Die Dämpfe von 4-Methyl-1-penten können mit Luft ein explosionsfähiges Gemisch (Flammpunkt −31 °C, Zündtemperatur 300 °C) bilden.